# Saint-Piat
Saint-Piat és un municipi francès, situat al departament de l'Eure i Loir i a la regió de Centre – Vall del Loira. L'any 2007 tenia 1.109 habitants.

## Demografia

### Població
El 2007 la població de fet de Saint-Piat era de 1.109 persones. Hi havia 456 famílies, de les quals 120 eren unipersonals (50 homes vivint sols i 70 dones vivint soles), 174 parelles sense fills, 135 parelles amb fills i 27 famílies monoparentals amb fills.
La població ha evolucionat segons el següent gràfic:
Habitants censats

### Habitatges
El 2007 hi havia 567 habitatges, 476 eren l'habitatge principal de la família, 67 eren segones residències i 24 estaven desocupats. 544 eren cases i 21 eren apartaments. Dels 476 habitatges principals, 410 estaven ocupats pels seus propietaris, 52 estaven llogats i ocupats pels llogaters i 14 estaven cedits a títol gratuït; 3 tenien una cambra, 27 en tenien dues, 85 en tenien tres, 117 en tenien quatre i 244 en tenien cinc o més. 371 habitatges disposaven pel capbaix d'una plaça de pàrquing. A 234 habitatges hi havia un automòbil i a 194 n'hi havia dos o més.

### Piràmide de població
La piràmide de població per edats i sexe el 2009 era:
| Homes | Edats   | Dones |
| ----- | ------- | ----- |
| 0     | 95 o +  | 4     |
| 0     | 90 a 94 | 0     |
| 4     | 85 a 89 | 12    |
| 8     | 80 a 84 | 12    |
| 16    | 75 a 79 | 24    |
| 20    | 70 a 74 | 36    |
| 28    | 65 a 69 | 40    |
| 36    | 60 a 64 | 20    |
| 32    | 55 a 59 | 44    |
| 60    | 50 a 54 | 40    |
| 72    | 45 a 49 | 56    |
| 48    | 40 a 44 | 48    |
| 28    | 35 a 39 | 24    |
| 20    | 30 a 34 | 24    |
| 12    | 25 a 29 | 36    |
| 24    | 20 a 24 | 20    |
| 28    | 15 a 19 | 40    |
| 24    | 10 a 14 | 28    |
| 32    | 5 a 9   | 36    |
| 8     | 0 a 4   | 16    |

## Economia
El 2007 la població en edat de treballar era de 700 persones, 544 eren actives i 156 eren inactives. De les 544 persones actives 512 estaven ocupades (279 homes i 233 dones) i 33 estaven aturades (14 homes i 19 dones). De les 156 persones inactives 66 estaven jubilades, 43 estaven estudiant i 47 estaven classificades com a «altres inactius».

### Ingressos
El 2009 a Saint-Piat hi havia 486 unitats fiscals que integraven 1.175 persones, la mediana anual d'ingressos fiscals per persona era de 23.075 €.

### Activitats econòmiques
Dels 49 establiments que hi havia el 2007, 2 eren d'empreses alimentàries, 6 d'empreses de fabricació d'altres productes industrials, 9 d'empreses de construcció, 9 d'empreses de comerç i reparació d'automòbils, 8 d'empreses de transport, 3 d'empreses d'hostatgeria i restauració, 1 d'una empresa d'informació i comunicació, 2 d'empreses immobiliàries, 3 d'empreses de serveis, 3 d'entitats de l'administració pública i 3 d'empreses classificades com a «altres activitats de serveis».
Dels 12 establiments de servei als particulars que hi havia el 2009, 1 era una oficina de correu, 1 taller de reparació d'automòbils i de material agrícola, 1 paleta, 1 fusteria, 5 lampisteries, 1 electricista, 1 perruqueria i 1 restaurant.
Dels 4 establiments comercials que hi havia el 2009, 1 era una botiga de més de 120 m², 1 una botiga de menys de 120 m², 1 una fleca i 1 una botiga d'electrodomèstics.
L'any 2000 a Saint-Piat hi havia 8 explotacions agrícoles.

## Equipaments sanitaris i escolars
L'únic equipament sanitari que hi havia el 2009 era una farmàcia.
El 2009 hi havia una escola elemental.

## Poblacions més properes
El següent diagrama mostra les poblacions més properes.